# Dawnstar
A Dawnstar (magyarul: hajnalcsillag) egy budapesti indie-rock együttes, amit 2001-ben alapított Wind Attila (ének és gitár), Hamvas Bálint (basszusgitár) és Albert Viktor (dobok). A Dawnstar a budapesti indie zenei szcéna (Amber Smith, The Moog, és EZ Basic) egyik legkísérletezőbb zenekarának számított a 2000-es években.

## Története
Az énekes-gitáros, Wind Attila és a basszusgitáros, Hamvas Bálint 1990-ben ismerkedett meg egymással a Teleki Blanka Gimnáziumban. 1999-ben saját zenekart alapítottak, "Ansellia" néven. Ezt az elnevezést egy orchidea fajtáról választották. Ezen a néven két demót dobtak piacra. 2001-ben Dawnstarra változtatták a nevüket, az új elnevezéssel legelőször 2002-ben koncerteztek a csepeli Voodoo Klubban. Harmadik demójukat ugyanebben az évben adták ki. 2003-ban feloszlottak, a két alapító tag pedig külföldre ment tanulni: Wind az olaszországi Triesztben található egyetemen tanult, míg Hamvas a szintén olasz Padovai Egyetemen végezte tanulmányait. 2005-ben azonban újra összeálltak és egy új tag csatlakozott a zenekarhoz, Mitropulos Anna billentyűs személyében.
A zenekar 2006-ban háromszor is fellépet a mátyásföldi Erzsébetligeti Színház-ban. A harmadik koncert Nagy Feró Rock Klubja keretein belül került megrendezésre. Nagy Feró és Remiczki Barabara interjút készített a zenekarral.
2007 március 30-án a zenekar fellépet a Budapesti Fringe Fesztivál-on.

### Change The World
2007. november 30.-án jelent meg első EP-jük Change The World címen, amit az Abnormal Stúdióban rögzítettek Budapesten. A lemez felvételén közreműködött a Heaven Street Seven billentyűse Takács Zoltán. A kislemezen három dal kapott helyett: Change The World, Scarlet és a Don't Die A Martyr For Me. 2017 január 22-én a Don't Die A Martyr For Me dalt beválasztották a háborúellenes dalok közé az olasz Antiwar Songs weboldalon.
2009. június 6.-án a zenekar fellépett a bécsi Donaukanaltreiben Festival-on.
2010. április 10.-én a zenekar újra fellépet a Fringe Fesztiválon, de ez alkalommal Pécsett. Illetve 2011. április 1.-én a Dawnstar harmadik alkalommal is fellépet a fringe Fesztiválon ezúttal a budapesti Rocktogon-ban.

### Saturnine Valentines
Az első nagylemezük munkálatait a budapesti Abnormal Studióban kezdték meg 2012 augusztusában. A felvételeket az egykori Heaven Street Seven technikusa, László Philipp végezte. Az éneket viszont már a budapesti Dürer Stúdióban rögzítette a FreshFabrik egykori gitárosa Schram Dávid. A lemez keverése is szinten Schram Dávid nevéhez fűződik.
2013. május 19-én a zenekar három dalt tett elérhetővé a Youtube-on, és a SoundCloud-on. majd három hónappal később az egész lemez elérhető volt a Bandcamp-en.
2013-ban a manchesteri OutRadio kezdte el játszani a Love's Gonna Be Tender című dalukat a Saturnine Valentines lemezről.
2016-ban a zenekar videoklipet forgatott az In Heaven We Meet Again dalukhoz.
2016 augusztusától az In Heaven We Meet Again és a London Nights című szerzeményeket a Rock FM 95.8 rendszeresen játszotta.
2016 november 27-én Reidl Ádám készített interjút a zenekarral a Rock FM 95.8-en A műsorban olyan dalokat is megismerhettek a hallgatók, mint például az Ophelia vagy az Almost Every Flame Will Fade Away.
A zenekar egyike azon magyar zenekaroknak, amelyek külföldön is viszonylag ismertnek számítanak. 2011-ben Mitropulos elhagyta a Dawnstar sorait, így 2017-ben új billentyűs került a csapatba: Szemenyei Zsolt.
2024 februárban Wind Attila szólóban lépett fel Wind Mary képkiállításának bemutatóján a Zuglói Civilházban.

## Tagok
- Wind Attila - ének, gitár (2001-2017)
- Hamvas Bálint - basszusgitár, vokál (2001-2017)
- Albert Viktor - dobok (2001-2017)
- Szemenyei Zsolt - billentyűsök (2017)

## Egyéb tagok
Korábbi tagok
- Havass Zsombor - gitár (2006)
- Mitropulos Anna - billentyűsök (2005-2011)

Koncerteken fellépő, további tagok
- Poór Nikolett - cselló
- Bordács Viktória - vokál
- Toporczy Zsófia - vokál
- Sereg Viktória - vokál

## Diszkográfia
- Change the World EP (2007)
- Saturnine Valentines (2013)

## További információ
- https://dawnstar.bandcamp.com/